# Stazione di Villena
La stazione di Villena è una stazione ferroviaria posta al centro della città di Villena, in Spagna.
È gestita dalla Administrador de Infraestructuras Ferroviarias e appartiene alla linea Madrid-Alicante, dove fermano treni con tragitti a lunga e media distanza della RENFE.